# (25105) Kimnayeon
(25105) Kimnayeon est un astéroïde de la ceinture principale d'astéroïdes.

## Description
(25105) Kimnayeon est un astéroïde de la ceinture principale d'astéroïdes. Il fut découvert le 14 septembre 1998 à Socorro (Nouveau-Mexique) par le projet LINEAR. Il présente une orbite caractérisée par un demi-grand axe de 2,74 UA, une excentricité de 0,06 et une inclinaison de 6,9° par rapport à l'écliptique.

## Compléments